# Telipogon nirii
Telipogon nirii är en orkidéart som beskrevs av James David Ackerman. Telipogon nirii ingår i släktet Telipogon och familjen orkidéer. Inga underarter finns listade i Catalogue of Life.